# Schewtschenkowe (Swenyhorodka)
Schewtschenkowe (ukrainisch Шевченкове; russisch Шевченково Schewtschenkowo) ist ein Dorf in der ukrainischen Oblast Tscherkassy mit etwa 2000 Einwohnern (2022).

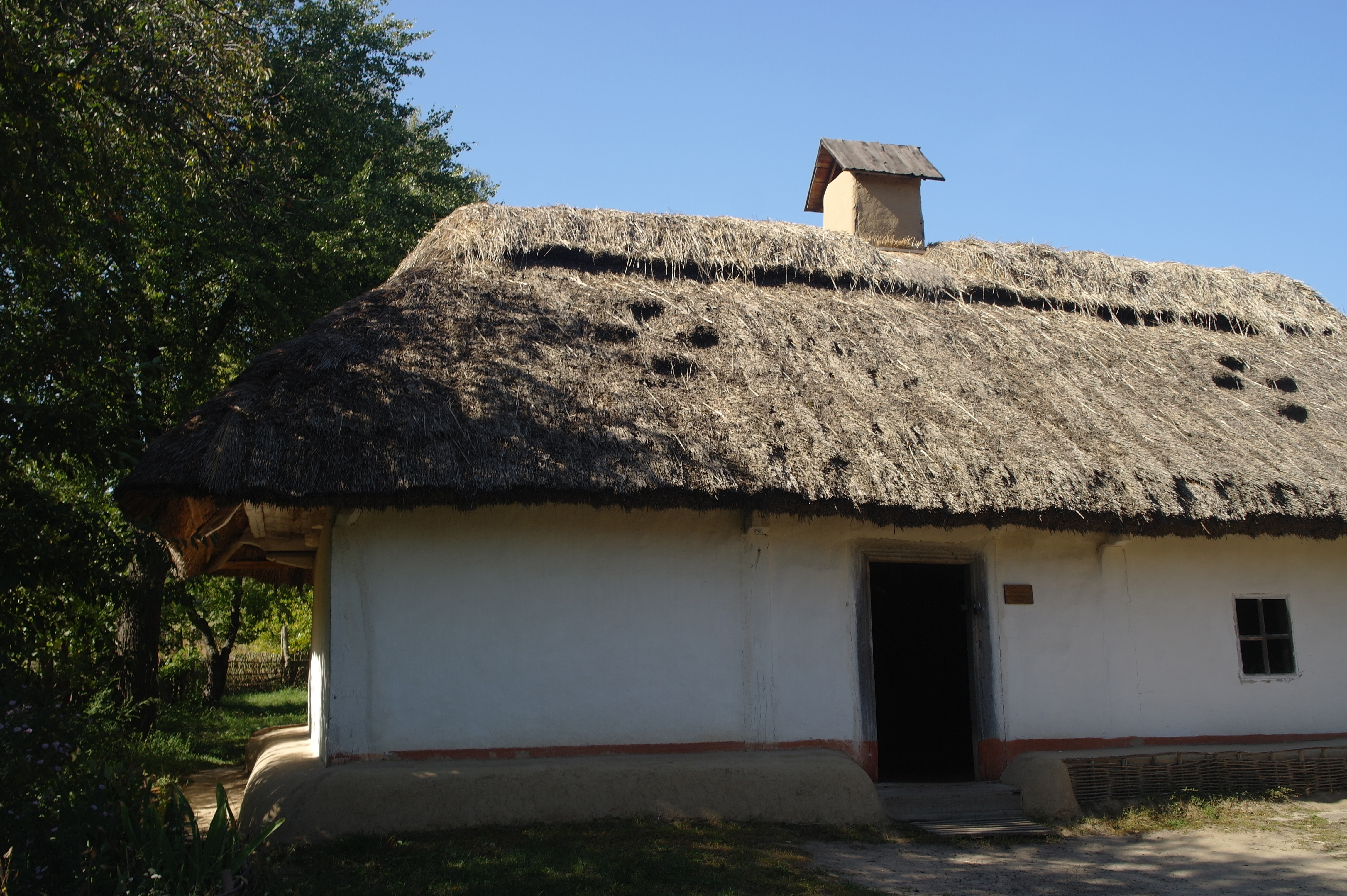
Rekonstruiertes Elternhaus von Taras Schewtschenko

Das erstmals 1618 schriftlich erwähnte Dorf hieß bis 1929 Kyryliwka (Кирилівка). Es wurde dann nach dem ukrainischen Nationaldichter Taras Schewtschenko benannt, da seine Familie mit ihm, als er etwa zwei Jahre alt war, hierher an den Geburtsort seines Vaters zog und er die folgenden 12 Jahre seiner Kindheit im Dorf verbrachte.

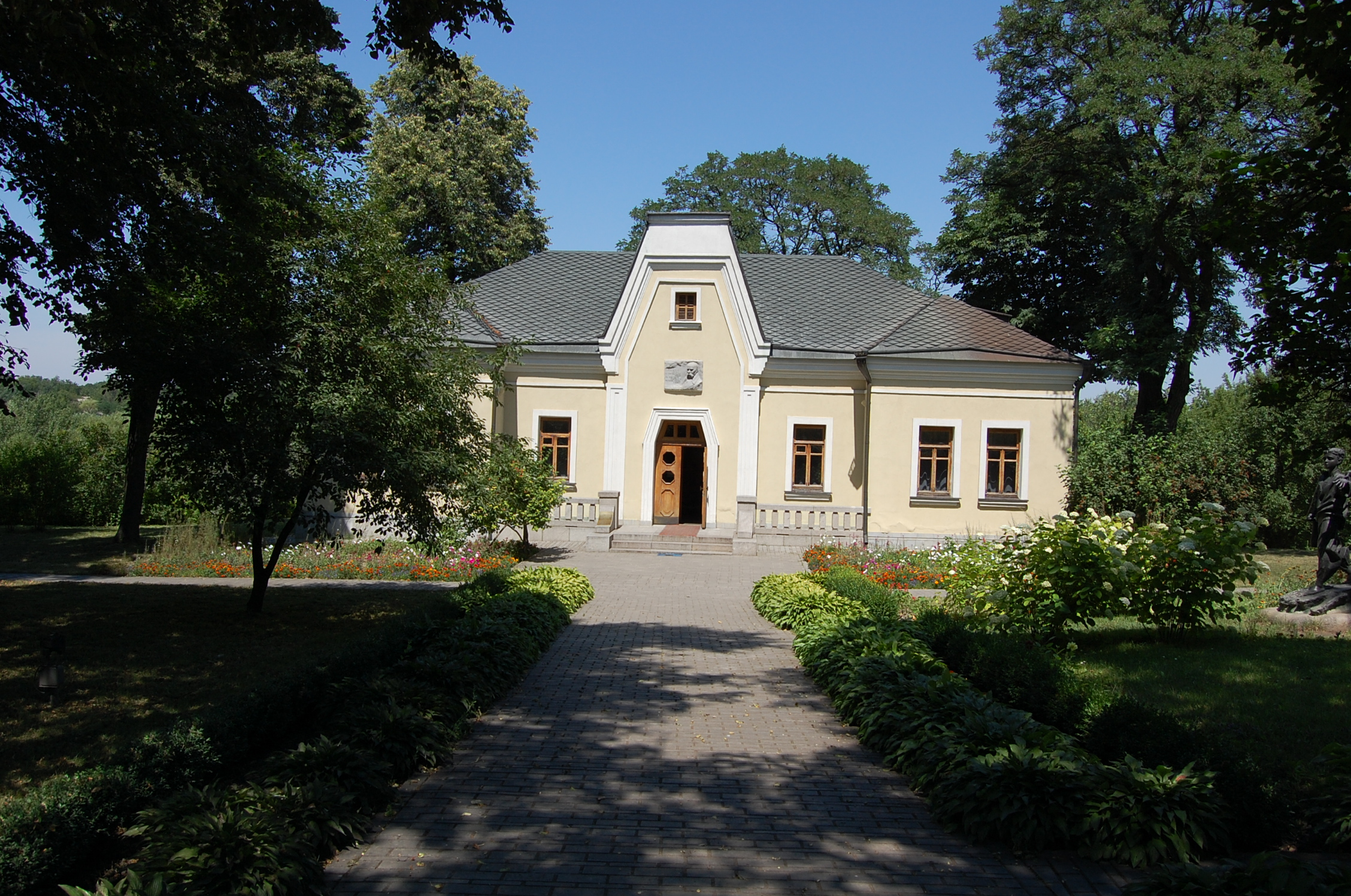
Taras-Schewtschenko-Museum im Dorf

Die Ortschaft liegt im Zentrum der Ukraine an der Wasserscheide zwischen dem zum Südlichen Bug fließenden Hnylyj Tikytsch und der Wilschanka (Вільшанка), einem 106 km langen, rechten Nebenfluss des Dnepr, 20 km nordöstlich vom Rajonzentrum Swenyhorodka und 92 km südwestlich vom Oblastzentrum Tscherkassy.
Durch das Dorf verläuft die Regionalstraße P–64 und die Territorialstraße T–24–08.

## Verwaltungsgliederung
Am 8. August 2018 wurde das Dorf zum Zentrum der neugegründeten Landgemeinde Schewtschenkowe (Шевченківська сільська громада/Schewtschenkiwska silska hromada). Zu dieser zählten auch die 4 Dörfer Budyschtsche, Demkowe, Pedyniwka und Tarassiwka sowie die Ansiedlungen Kononowe-Iwassiw und Schampanija, bis dahin bildete es zusammen mit dem Dorf Demkowe und der Ansiedlung Kononowe-Iwassiw die gleichnamige Landratsgemeinde Schewtschenkowe (Шевченківська сільська рада/Schewtschenkiwska silska rada) im Nordosten des Rajons Swenyhorodka.
Am 12. Juni 2020 kam noch das Dorf Borowykowe sowie die Ansiedlung Jurkowe zum Gemeindegebiet.
Folgende Orte sind neben dem Hauptort Schewtschenkowe Teil der Gemeinde:
| Name                     | Name            | Name                               |
| ukrainisch transkribiert | ukrainisch      | russisch                           |
| ------------------------ | --------------- | ---------------------------------- |
| Borowykowe               | Боровикове      | Боровиково (Borowikowo)            |
| Budyschtsche             | Будище          | Будище (Budischtsche)              |
| Demkowe                  | Демкове         | Демково (Demkowo)                  |
| Jurkowe                  | Юркове          | Юрково (Jurkowo)                   |
| Kononowe-Iwassiw         | Кононове-Івасів | Кононово-Ивасев (Kononowo-Iwassew) |
| Pedyniwka                | Пединівка       | Пединовка (Pedinowka)              |
| Schampanija              | Шампанія        | Шампания                           |
| Tarassiwka               | Тарасівка       | Тарасовка (Tarassowka)             |

## Söhne und Töchter der Ortschaft
- Pawel Wassiljewitsch Engelhardt (1798–1849), Gutsbesitzer und Offizier, Gutsherr von Taras Schewtschenko
- Hryhorij Djadtschenko (1869–1921), ukrainischer Maler
- Nina Koshetz (1892–1965), ukrainische, später amerikanische Opern- und Kammersängerin sowie Schauspielerin